# Recidiva
La recidiva, letteralmente ricaduta, è una circostanza aggravante prevista dal diritto penale che comporta un aumento della pena per chi, dopo essere stato condannato per un reato, ne commette un altro. In italiano, come in altre lingue, si usa lo stesso termine per designare la recidiva come istituto del codice penale e la recidiva come "recidivismo", cioè quale fenomeno criminale.

## La recidiva in Italia

### Storia
La presenza della recidiva quale circostanza aggravante in Italia è precedente al Codice Zanardelli: in seno alla Scuola Classica si era sviluppato un fiorente dibattito sull'istituto che vedeva contrapposte posizioni abolizioniste, che vedevano nell'aggravamento del nuovo reato per una precedente condanna una violazione del principio ne bis in idem, e posizioni che giustificavano la presenza dell'istituto nel sistema penale per la maggior carica di disvalore insita nel reato del recidivo, legata a una maggiore colpevolezza di quest'ultimo. Con la Scuola Positiva in seguito l'attenzione si spostò sul valore prognostico del precedente reato, idoneo a fondare una valutazione di pericolosità sociale nei confronti del reo.
Entrambe le tendenze confluirono nel Codice Rocco, che disciplinava la recidiva all'art. 99. In questa fase, la recidiva si caratterizza come aumento di pena obbligatorio e severo nella misura dell'inasprimento edittale. Successivamente alla caduta del regime fascista, con l'avvento della Costituzione, sempre più voci critiche si levarono a sottolineare la poca coerenza tra la recidiva così disciplinata e il principio di rieducatività delle sanzioni penali contenuto all'art. 27, 3° comma della Costituzione. A queste critiche seguì, nel 1974, una riforma che abbassò la misura edittale degli aumenti di pena e rese la circostanza assoggettata al giudizio di bilanciamento tra aggravanti e attenuanti, lasciando alla discrezionalità del giudice la misura e l'applicazione. Nel 2005 il legislatore portò un'ultima modifica, con la legge 251 del 2005, soprannominata ex Cirielli.

### La disciplina attuale
Il codice penale all'art.99 prevede tre tipologie di recidiva comune, cioè riguardante tutti i reati:
- Recidiva semplice: consiste nella commissione di un delitto non colposo a seguito della condanna con sentenza irrevocabile per un precedente delitto non colposo. La legge 251 del 2005 ha limitato ai soli delitti non colposi la sfera di operatività della recidiva, escludento dunque contravvenzioni e reati colposi. È indipendente dalla natura del reato successivo e comporta un aumento di pena di un terzo della sanzione da infliggere per il nuovo reato.

- Recidiva aggravata: consiste nella commissione di un nuovo reato della stessa indole del reato precedente, ovvero nella commissione di un reato entro cinque anni dalla condanna precedente, ovvero durante o dopo l'esecuzione della pena inflitta per un reato precedente. In caso ricorra una sola di queste circostanze, si parla di "recidiva monoaggravata": la pena per il nuovo reato potrà essere aumentata fino alla metà. Nel caso in cui, invece, siano presenti due o più delle sopracitate circostanze, si parlerà di "recidiva pluriaggravata", la quale comporterà un aumento fisso della metà, rispetto alla pena da infliggere al nuovo reato.

- Recidiva reiterata: è la situazione in cui versa colui che ha commesso un nuovo reato ed è già recidivo. In tal caso l'aumento disposto è della metà se la precedente recidiva è semplice, di due terzi se la precedente recidiva è aggravata.

Inoltre, nel 2005 è stata introdotta un'ipotesi di recidiva "speciale", che riguarda i reati di cui all'art. 407, comma 2, lettera a), del codice di procedura penale, che dà facoltà al giudice di aumentare la pena e, se aggravata, pone un limite minimo alla misura dell'aumento applicabile.
Se la riforma del 1974 ha previsto la facoltatività dell'applicazione dell'aumento di pena in caso di recidiva, con ciò attribuendo al giudice un ampio potere discrezionale, nel 2005 il legislatore ha tentato di reintrodurre ipotesi di obbligatorietà.
Sebbene il Pubblico Ministero sia sempre tenuto a contestare la recidiva, il giudice può non applicarla, anche nell'ipotesi reiterata di cui al quarto comma. Questo perché, come ha precisato la sentenza interpretativa di rigetto della Corte Costituzionale 14 giugno 2007 n. 192, la recidiva obbligatoria ricorreva soltanto nei casi reiterati ed aggravati di maggior allarme sociale specificati al quinto comma. La Corte Costituzionale con sentenza n. 185 del 23 luglio 2015 dichiara illegittima l'obbligatorietà citata nel quinto comma. Di fatto, quindi, non esistono forme di recidiva obbligatoria.
È altresì opportuno osservare che, nell'ordinamento giuridico italiano, gli effetti della recidiva sono molteplici e non influiscono solo sull'aumento della pena da infliggere. 
Fra l'altro, la forma reiterata di cui al quarto comma dell'art. 99 c.p.:
a) impedisce il giudizio di prevalenza delle circostanze attenuanti sulle aggravanti (art. 69 c.p.);
b) è di ostacolo al cosiddetto patteggiamento allargato (art. 444 comma 1 bis c.p.p.);
c) comporta un aumento della pena non inferiore ad un terzo di quella stabilita per il reato più grave, in caso di concorso formale o di continuazione di reati (art. 81 c.p.);
d) determina un aumento dei termini massimi di prescrizione di reati (un aumento di minore entità consegue anche alla recidiva aggravata di cui al secondo comma dell'art. 99, c.p.) (art. 161 c.p.);
e) rendeva immediatamente efficace l'ordine di esecuzione anche per le pene detentive brevi (art. 656 comma 9-c) c.p.p.); detta previsione è stata tuttavia abrogata dal D.L. n. 78/2013;
f) limita la possibilità di usufruire delle misure alternative alla detenzione (artt. 47 ter, 50 bis e 58 quater L. 26 luglio 1975 n. 354 e art. 94 DPR 9 ottobre 1990 n. 309);
g) incide sulla concessione di eventuali permessi premio ai detenuti (art. 30 L. 26 luglio 1975 n. 354).